# XerxesDZB
Xerxes Rotterdam (właśc. XerxesDZB) – holenderski klub piłkarski założony w 1904 jako RFC Xerxes. 
W 1907 wygrali pierwsze regionalne mistrzostwa. W 1911 awansowali do drugiej klasy rozgrywkowej w Holandii. W 1931 Xerxes zostało mistrzem swojej prowincji i awansowało do pierwszej ligi, gdzie czekały na niego takie zespoły jak Feyenoord, Sparta, ADO, AFC Ajax czy Blauw-Wit. Nie mieli problemów z utrzymaniem się na najwyższym poziomie rozgrywek, dzięki takim zawodnikom jak Wim Lagendaal czy w późniejszych latach Faas Wilkes i Coen Moulijn. Jednakże od 1958 roku wyniki drużyny znacznie się pogorszyły, w wyniku czego w 1960 roku Xerxes zniknęło z mapy profesjonalnych holenderskich klubów piłkarskich. Dwa razy z rzędu (1961, 1962) byli mistrzami amatorów i w sezonie 1962/1963 z powrotem stali się drużyną profesjonalną. W 1965 awansowali do Eerste divisie, a rok później do Eredivisie. W tamtych czasach Xerxes znowu osiągał dobre wyniki, do czego przyczynili się tacy zawodnicy jak Willem van Hanegem, Hans Dorjee, Rob Jacobs czy Eddy Treytel. W 1967 w wyniku fuzji z DHC Delft klub zmienił nazwę na Xerxes/DHC'66. Został on rozwiązany rok później z powodu braku zainteresowania kibiców z Delftu. Xerxes ponownie zaczęło rozgrywki w czwartej amatorskiej lidze. W 1969 wygrali ją, w 1970 zwyciężyli w trzeciej lidze, a rok później pokonali rywali w drugiej lidze i znowu awansowali do pierwszej ligi, którą w 1972 wygrali. W 1974 mieli szansę awansować do Hoofdklasse, jednak nie udało im się. Dokonali tego dwa lata później, a w 1980 zostali amatorskimi mistrzami Holandii. Pod koniec lat 90. Xerxes wpadł w kryzys finansowy, więc połączyli się z DZB Zevenkamp, w wyniku czego powstał klub XerxesDZB. Pod tą nazwą zaczęli startować 1 lipca 2000. Ich największym sukcesem od tego czasu jest awans do drugiej amatorskiej ligi, czyli Hoofdklasse.